# Explosietekening

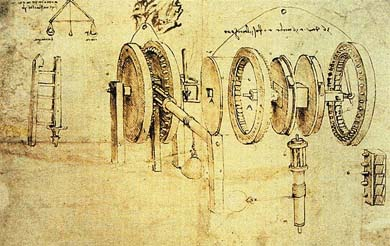
Explosietekening van Leonardo da Vinci (1452-1519)

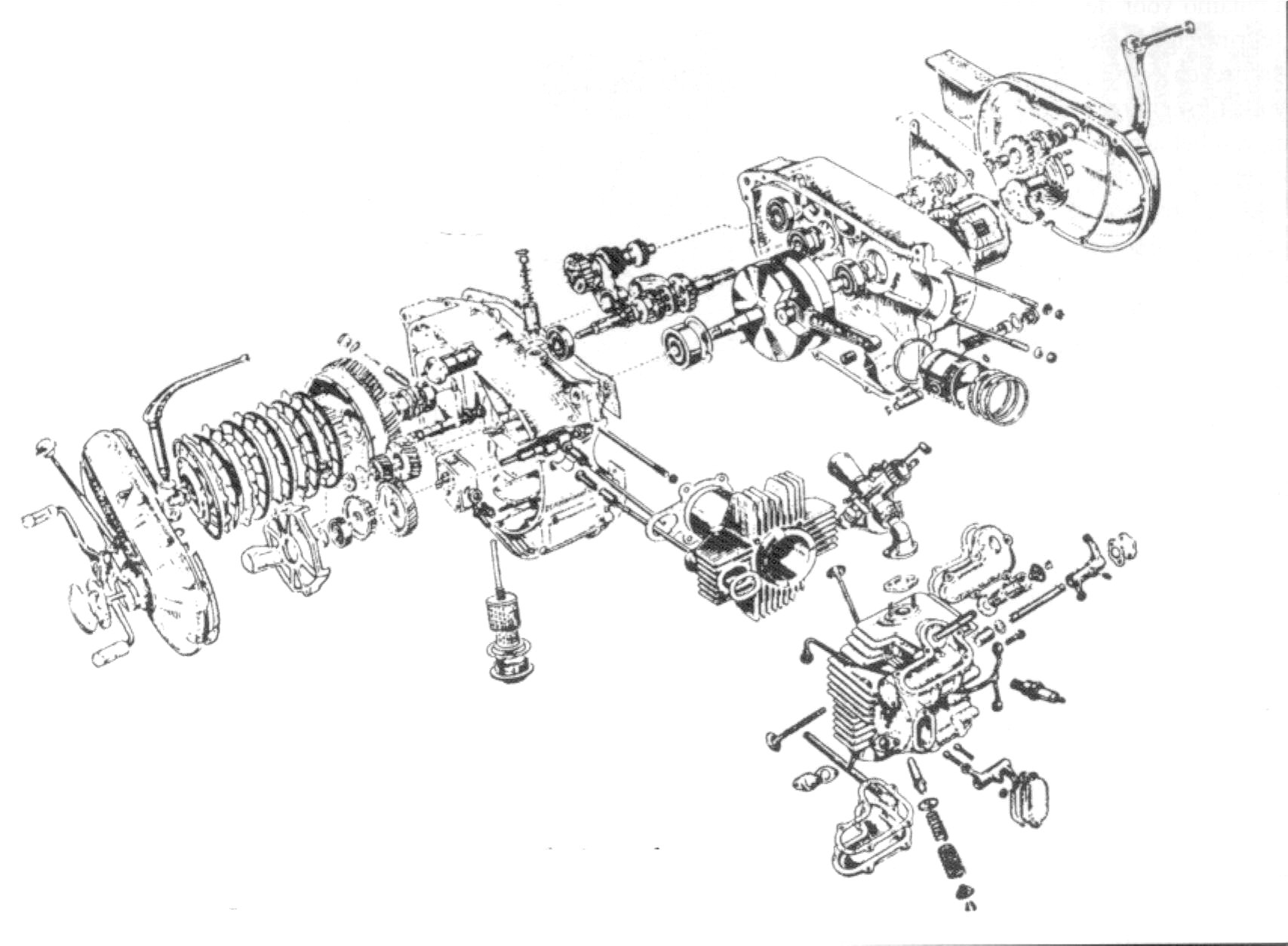
Explosietekening van een Aermacchi 250cc-motorblok

Een explosietekening of ploftekening (in het Engels: exploded view) is een technische tekening waarin een driedimensionaal model, bijvoorbeeld een machine, zodanig getekend is dat het lijkt alsof de onderdelen uit elkaar zijn getrokken, oftewel het model is geëxplodeerd. Dit systeem wordt ook bij modelbouwtekeningen vaak toegepast.
Naast dat een explosietekening zichtbaar maakt uit welke onderdelen iets bestaat, kan zij ook duidelijk maken hoe de delen aan elkaar moeten worden gemonteerd.
Een andere methode om het inwendige van iets te tonen, is de opengewerkte tekening.